# تدعيم

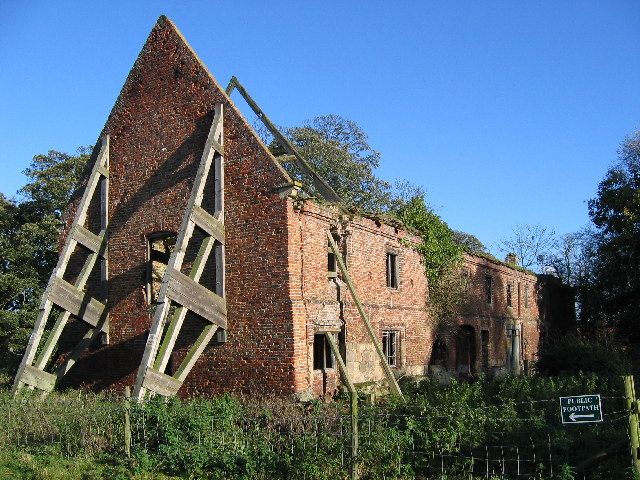

التدعيم هو عملية دعم مؤقت لمبنى أو وعاء أو هيكل أو خندق مع شواطئ (الدعائم) عندما يكون في خطر الانهيار أو أثناء الإصلاحات أو التعديلات. يأتي التدعيم من الشاطئ أو الخشب أو الدعامة المعدنية. قد يكون المساند رأسيًا أو بزاوية أو أفقية.

## تقنيات

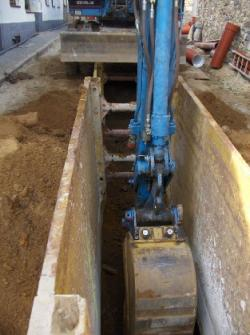
حفر خندق الأنابيب ووضع صندوق دعم

### مباني
ركينج شورز
في هذه الطريقة، يتم استخدام الأعضاء المائلين المدعوين الخليعون لإعطاء دعم جانبي مؤقت لجدار غير آمن. واحد أو أكثر من الأخشاب المنحدر بين واجهة الهيكل المطلوب دعمه والأرض.  يتم تقديم الدعم الأكثر فاعلية إذا التقى الخليط بالحائط بزاوية 60 إلى 70 درجة. A -لوحة الجدار يستخدم عادة لزيادة مساحة من الدعم.
أسس
عادة ما يتم استخدام المساند عند تثبيت أساس المبنى. نظام دعم مثل الركائز والخرسانة أو الخرسانة المرشوشة سيدعم الأحمال المحيطة حتى يتم إنشاء مستويات تحت الأرض من المبنى. تشمل معدات[بحاجة لمصدر] الدعم الشائعة الشواطئ اللاحقة وعوارض التدعيم والرافعات الخشبية.

### خنادق
أثناء الحفر،[بحاجة لمصدر] تعمل أنظمة التدعيم على تسريع عملية الحفر وتوفير الأمان للعمال حيث يمكن أن تكون الخنادق[بحاجة لمصدر]عرضة للانهيار. في هذه الحالة، لا ينبغي الخلط بين التدعيم والدرع. [بحاجة لمصدر]تم تصميم التدعيم لمنع الانهيار[بحاجة لمصدر] حيث تم تصميم التدريع فقط لحماية العمال عند حدوث الانهيارات. يوفر الهيكل الخرساني وتدعيم الحجار، في هذه الحالات المشار إليها أيضًا باسم سقالة، دعمًا مؤقتًا حتى تصبح الخرسانة صلبة وتحقق القوة المطلوبة لدعم الأحمال.
مساند هيدروليكي
التدعيم الهيدروليكي هو استخدام المكابس الهيدروليكية [بحاجة لمصدر] التي يمكن ضخها للخارج حتى تضغط على جدران الخندق. وعادة ما يتم دمجها مع لوح فولاذي أو خشب رقائقي،[بحاجة لمصدر] إما بسماكة 1-1 / 8 "أو خشب رقائقي سميك خاص أو شكل فنلندي ثقيل خاص 7/8 بوصة.
شعاع ولوحة
يتم دفع العوارض  I والألواح الفولاذية I في الأرض ويتم انزلاق الألواح الفولاذية فيما بينها. طريقة مشابهة تستخدم ألواح الخشب تسمى الصعود الجندي. تميل المكونات الهيدروليكية إلى أن تكون أسرع وأسهل؛ تميل الطرق الأخرى إلى استخدامها في التطبيقات طويلة المدى أو الحفريات[بحاجة لمصدر] الأكبر.
تسميد التربة
تسميد التربة هو تقنية يتم من خلالها تعزيز منحدرات التربة [بحاجة لمصدر] أو الحفريات أو الجدران الاستنادية عن طريق إدخال عناصر نحيفة نسبيًا - عادة قضبان حديد التسليح. عادة ما يتم تثبيت القضبان في حفرة محفورة مسبقًا ثم يتم حشوها في مكانها أو حفرها وحشوها في وقت واحد. عادة ما يتم تثبيتها بدون ضغط عند ميل طفيف إلى الأسفل. يمكن استخدام سطح صلب أو مرن (غالبًا ما يتم رشه) أو رؤوس مسمار التربة المعزولة على السطح.

#### الدعم في السفن
يتم استخدام المساند على متن الطائرة عند حدوث تلف في سلامة السفينة، ولإبقاء أجهزة وقف التسرب في مكانها لتقليل أو إيقاف المياه الواردة. تتكون بشكل عام من الأخشاب 100 مم × 100 مم وتستخدم مع الأوتاد، لمزيد من التشويش في مكانها، وقطع وسادة لنشر الحمل والكلاب لتأمينها معًا. يستخدم أيضًا على متنه التدعيم الميكانيكي كحل سريع ومؤقت، ومع ذلك فهو غير مفضل بسبب عدم قدرته على التحرك مع السفينة.
فخور
يتكون هذا من قطعة خشبية معلقة على قطعة وسادة على سطح السفينة أو رأس سطح السفينة اعتمادًا على مستويات المياه في المقصورة ونقطة قوية، وهذا ما يسمى بالفخر. ثم هناك قطع خشبي أفقي للحجم يتناسب بين هذا وما يتم دعمه، مثل صندوق منشق أو حاجز أو باب. ثم يتم استخدام أسافين الأخشاب لتشديد الهيكل إذا لزم الأمر.
دعم عمودي هذا لدعم فتحة أو صندوق جبيرة على سطح السفينة ، يتألف من خشب عمودي بين سطح السفينة ورأس سطح السفينة، مع أسافين متعارضة مع بعضها البعض لتشديدها. تستخدم قطع الوسادة لنشر الحمل على الهياكل الضعيفة.